# Василевич, Иов
Иван (Иов) Василевич — украинский и сербский художник-монументалист эпохи Гетманщины, иконописец. Создал сербскую художественную школу на основе украинского барокко. Воспитанник Киево-Могилянской академии.

## Биография
Окончил Киево-Могилянскую академию. В начале 1740-х годов перебрался на земли современной Сербии.
2 декабря 1742 года в городе Петроварадине подписал соглашение о выполнении художественных работ, в котором отмечалось, что киевский мастер должен «золотом и красивыми красками нарисовать икону, подобную тем, которые есть в Киеве». За работу автору было обещано 13 дукатов и, кроме того, средства «на постой, дрова и питание».
После выполнения заказа Василевич остался в Сербии, став придворным художником митрополита Арсения IV Шакабенты, который, борясь за независимость Сербии, большое значение придавал возрождению национальной культуры, в частности искусства, и немалые надежды в этом возлагал на украинских художников, был их меценатом и покровителем.
Принимал участие в росписи сербских монастырей Бодянского и Крушедола. В последнем он расписал притвор и абсиды, создал ряд икон. Крушедольський ансамбль стал для сербских художников наглядным образцом высокого мастерства монументальной живописи, истоки которого, как считают современные исследователи, заложен в росписях Троицкой надвратной церкви Киево-Печерской лавры.
Учил и инспектировал молодых сербских художников. Все, кто стремился посвятить себя живопись, должны были сдать экзамен в основанной Василевичем художественной школе в Карловцах (теперь Сремски-Карловци).
По определению сербского исследователя Д. Медаковича, Василевич был мастером, который «…решающим образом повлиял на целый ряд сербских художников, в творчестве которых уже заметен процесс отхода от древних изографских схем в пользу барокко».